# Stadtmuseum Tübingen

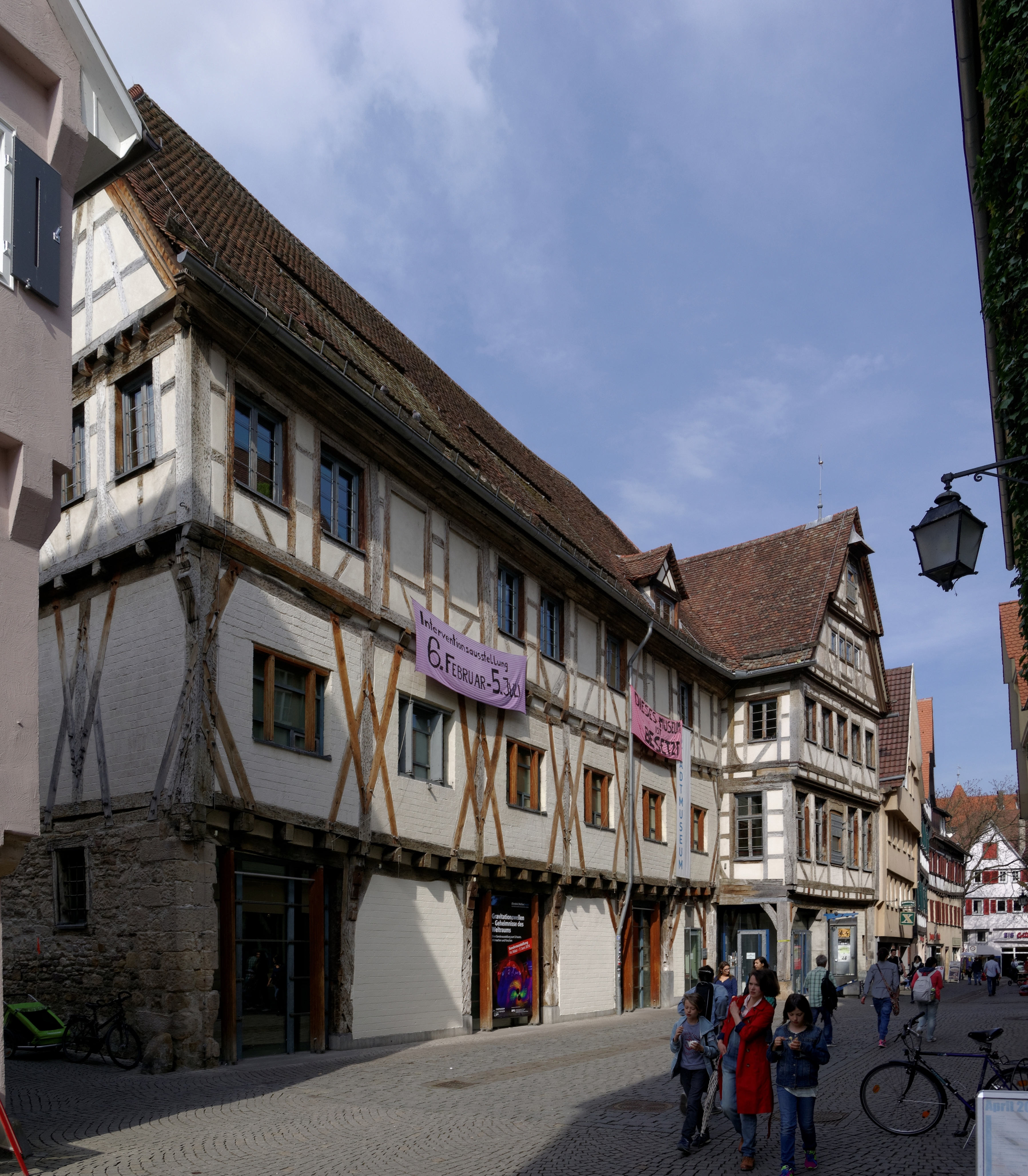
Das Stadtmuseum im Kornhaus

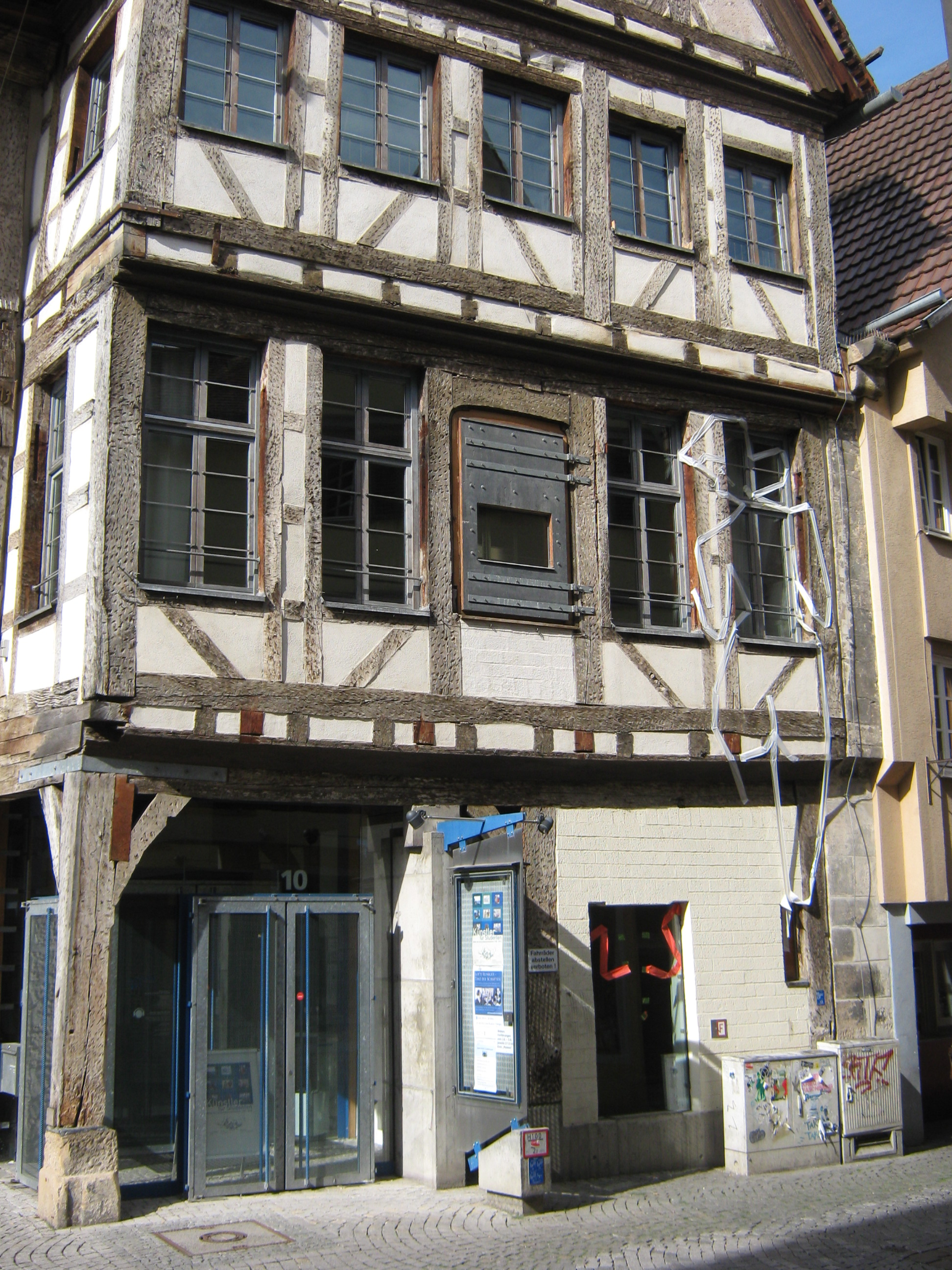
Stadtmuseum Tübingen

Das Stadtmuseum Tübingen, das aus „Städtischen Sammlungen“ hervorgegangen ist, ist in einem über 500 Jahre alten ehemaligen Kornhaus in der Kornhausstraße 10 in der Altstadt von Tübingen untergebracht. Im Museum befindet sich eine stadthistorische Dauerausstellung, die einen Überblick über die Stadtgeschichte Tübingens der letzten 600 Jahre gibt, sowie eine Dauerausstellung zu der Scherenschnittkünstlerin Lotte Reiniger. Außerdem zeigt das Museum mehrere Wechselausstellungen im Jahr, zu denen jeweils ein umfangreicher Katalog erscheint.

## Geschichte
Die städtischen Sammlungen Tübingen wurden seit Anfang der 1890er Jahre angelegt. Es ist dabei ungewöhnlich, dass dies nicht nur die Idee des damaligen Oberbürgermeisters Julius Gös war, sondern dass er persönlich sich um die Sammlung kümmerte. Sein Anliegen war es offenbar, das Aussehen „seiner“ Stadt auf Veduten für die Nachwelt zu dokumentieren. Er knüpfte Kontakte zu Antiquitätenhändlern und kaufte systematisch die damals noch erhältlichen, aber sehr seltenen Ansichten von Johann Christian Partzschefeldt,  Carl Baumann, Ludwig August Helvig, Carl Dörr, Jacob Kull und vielen anderen Künstlern ein. Die Objekte wurden zunächst im Rathaus gesammelt. Ende April 1897 wurde im Rathaus eine erste Ausstellung der Sammlung den Besuchern präsentiert. Nach dem Tod von Gös wurde die Sammlung erweitert – es kamen Gemälde und verschiedene Gegenstände hinzu. Da das Rathaus nicht genug Platz für die Sammlung hatte, wurde sie in den Südflügel des Schlosses Hohentübingen, über die Schlosskapelle, verlegt. Seit 1931 kümmerte es sich um die Sammlung der 1911 gegründete Kunst- und Altertumsverein und in dieser Zeit etablierte sich die Sammlung zu eigenständiger Institution.
Seit dem Ende der 1960er Jahre hatten die Städtischen Sammlungen ihren Sitz im Theodor-Haering-Haus in der Neckarhalde 31. Am 24. Januar 1989 brach in dem Haus ein Brand aus, infolge dessen die Sammlung des Malers Theodor Schüz teilweise vernichtet wurde.
Die ständig weiter wachsenden Sammlungen wurden unter Thomas Schuler zum Stadtmuseum umfunktioniert, das seinen Sitz 1992 im dafür umgebauten Kornhaus fand. Zuständig für den Umbau (1986–1992) vom Kornhaus zum Stadtmuseum war der gebürtige Rottenburger Architekt Johannes Manderscheid. Das Theodor-Haering-Haus wird vom Museum weiterhin als Depot benutzt.

## Museumsangebot
Das Stadtmuseum ist kein reines stadtgeschichtliches Museum. Es versucht, durch Wechselausstellungen die Öffentlichkeit für vielfältige Themen zu interessieren und so seinem Standort in einer Universitätsstadt gerecht zu werden.

### Aufteilung des Gebäudes
- Erdgeschoss: Wechselausstellungen (z. B.: 2008, „Wortschatz. Vom Sammeln und Finden der Wörter“. In Kooperation mit dem Museum der Universität Tübingen MUT)
- Zweiter Stock: Lotte Reiniger „Die Welt in Licht und Schatten“.
- Dritter Stock: Stadthistorische Ausstellung

### Wechselausstellungen
Zwischen vier und sechs verschiedene Wechselausstellungen finden pro Jahr im statt. Die Themen werden im Museumsarchiv dokumentiert.

### Das besondere Objekt
Jeden Monat gibt es – von außen sichtbar – gleich neben der Eingangstür „ein besonderes Objekt“ zu sehen. Es wird im Objektarchiv ein Jahr lang dokumentiert.

### Sammlung zur Stadtgeschichte
Themen des „stadthistorischen Spaziergangs“ sind: Rathaus – Schloss – Stiftskirche – Oberstadt – Unterstadt – Marktplatz – Universitätsviertel – Studentenhäuser – Handwerkerviertel – Industrieviertel – Orte des politischen und kulturellen Engagements.

### Museumspädagogik
Es gibt ein umfangreiches Angebot museumspädagogischer Aktivitäten. Dafür ist das Museum nach Absprache auch vormittags offen.

### Sammlung Reiniger
Zur Scherenschnittkünstlerin Lotte Reiniger zeigt das Stadtmuseum eine Dauerausstellung mit dem Titel „Die Welt in Licht und Schatten. Scherenschnitt, Schattentheater, Silhouettenfilm“. Ihre Kunstfertigkeit im Scherenschnitt verwendete Lotte Reiniger auch für ihre Silhouettenfilme. Der erste abendfüllende Animationsfilm der Geschichte, „Die Abenteuer des Prinzen Achmed“, der zwischen 1923 und 1926 produziert wurde, machte sie weltbekannt.

### Provenienzforschung
Seit 2015 betreibt das Stadtmuseum systematisch Provenienzforschung und wird dabei vom Deutschen Zentrum Kulturgutverluste gefördert. In diesem Rahmen untersucht es die Herkunft seiner Sammlungsobjekte, insbesondere wem sie einst gehörten. Im Mittelpunkt steht dabei mögliches, während der Zeit des Nationalsozialismus verfolgungsbedingt entzogenes Kulturgut. Einige Objekte in der Sammlung des Stadtmuseums haben eine verdächtige Herkunft. Dabei geht es zum Beispiel um jüdische Vorbesitzer oder um Kunsthandlungen, die nachweislich mit Raubgut gehandelt haben. Allerdings ist bei vielen Objekten noch nicht die gesamte Provenienz erschlossen. Daher ist es möglich, dass sich mit weiterer Aufklärung ein Verdacht entweder erhärtet oder auch als gegenstandslos erweist. Den Abschluss bildet im konkreten Verdachtsfall die Restitution von einst geraubten Objekten an den oder die Nachfahren des Vorbesitzers. Dies geschah bereits für eine Thorascheibe, ein Tuch mit hebräischer Inschrift, einen Fundamentstein der Tübinger Synagoge und weitere Objekte. 2019 wurden in der Ausstellung „Abgestaubt! Museumsschätze erzählen Geschichten“ einige der Objektgeschichten präsentiert.

## Verein der Freunde des Stadtmuseums
Der Verein der Freunde des Stadtmuseums ist eine Art Nachfolgeorganisation des 1940 aufgelösten Kunst- und Altertumsvereins, der historische Zeugnisse für ein Tübinger Heimatmuseum gesammelt und diese Sammlung der Stadt geschenkt hat. Als 1983 beschlossen wurde, die Städtischen Sammlungen im Kornhaus angemessenen unterzubringen, wurde der Verein der Freunde des Stadtmuseums gegründet.